# Álvaro Damião
Álvaro Damião Vieira da Paz (Belo Horizonte, 27 de setembro de 1970) é um político e jornalista brasileiro, atual prefeito de Belo Horizonte. Ele assumiu o cargo em 26 de março de 2025, após a morte do então prefeito Fuad Noman.

## Biografia
Álvaro Damião nasceu e cresceu no bairro Concórdia, em Belo Horizonte. Desde cedo demonstrou interesse pela comunicação, iniciando sua trajetória no jornalismo esportivo, onde construiu uma carreira marcada por coberturas de grandes eventos como cinco Copas do Mundo, duas Olimpíadas, três Jogos Pan-Americanos e três Copas América.
Damião acompanhou viagens dos principais clubes mineiros — América, Atlético e Cruzeiro — além da Seleção Brasileira. Na rádio, destacou-se na equipe da Rádio Itatiaia, sendo uma das vozes mais reconhecidas do jornalismo esportivo mineiro. Na televisão, apresentou programas como Alterosa Agora e Bola na Área, pela TV Alterosa, e também teve passagens pela Record.

## Carreira política
Filiado ao Partido Socialista Brasileiro (PSB), Álvaro Damião iniciou sua trajetória política em 2016, quando foi eleito vereador de Belo Horizonte. Demonstrando forte apoio popular, foi reeleito em 2020, dessa vez pelo Democratas (DEM). Durante seus mandatos, destacou-se por iniciativas voltadas à mobilidade urbana e à promoção de eventos esportivos e culturais na capital mineira.

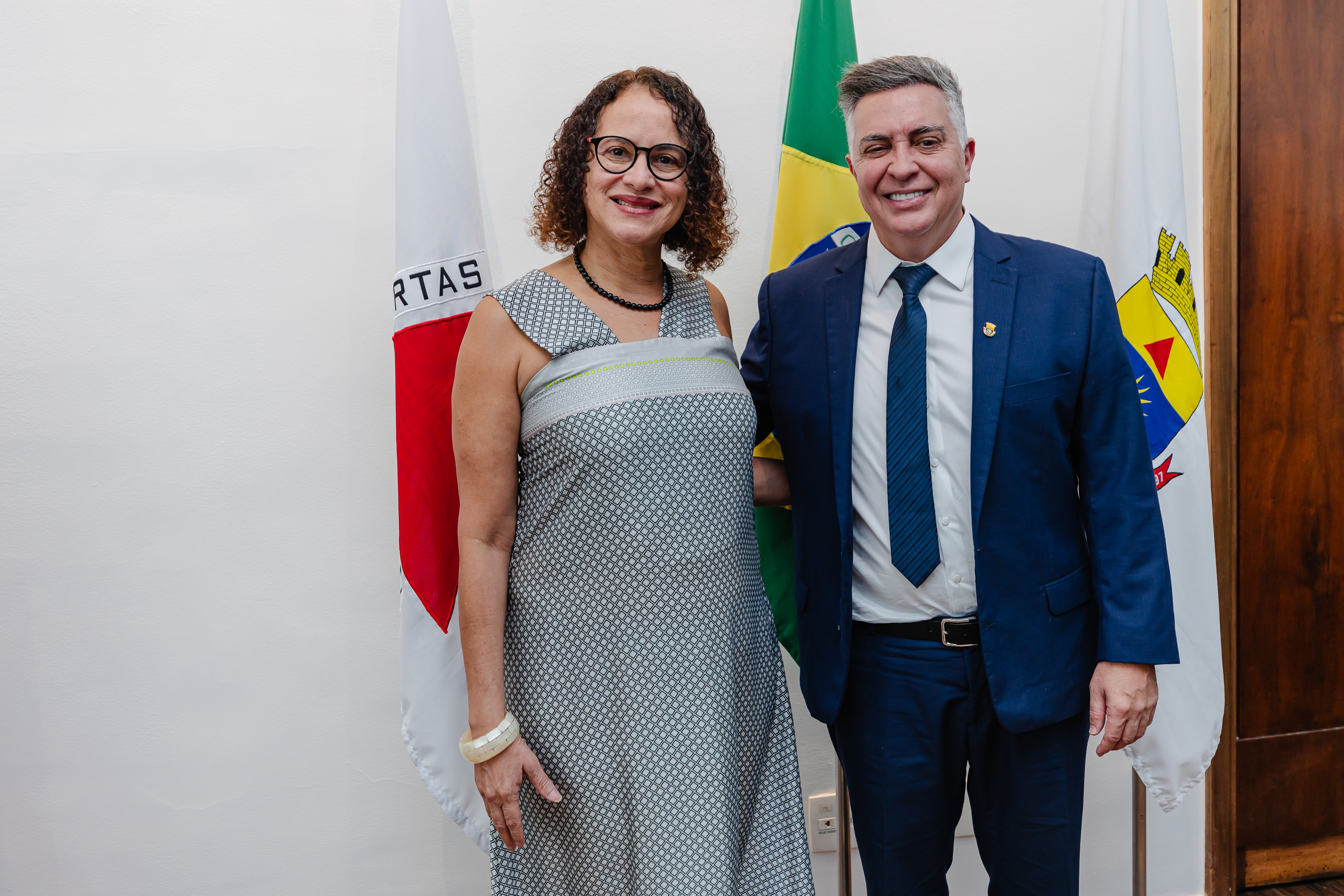
Damião em 2025, já como prefeito de Belo Horizonte.

Em 2024, foi eleito vice-prefeito de Belo Horizonte na chapa encabeçada por Fuad Noman, candidato do Partido Social Democrático, que foi reeleito no segundo turno. Álvaro Damião assumiu protagonismo na administração municipal de Belo Horizonte a partir do fim de 2024, quando foi nomeado secretário de Governo da Prefeitura em 27 de dezembro, conforme publicação em edição extra do Diário Oficial do Município. A nomeação ocorreu em meio às articulações políticas para a montagem da nova equipe de governo e da consolidação da base política do então prefeito reeleito Fuad Noman. Já no início de 2025, em 4 de janeiro, já como vice-prefeito, Damião passou a exercer interinamente a chefia do Executivo, em razão da licença médica do então prefeito. Após o falecimento de Fuad no dia 26 de março de 2025, Álvaro assumiu o cargo de prefeito, tornando-se o chefe do Executivo municipal.

## Desempenho eleitoral
| Ano  | Eleição                     | Cargo         | Partido                       | Partido | Coligação | Titular          | Votos para Álvaro | Votos para Álvaro | Votos para Álvaro | Votos para Álvaro | Resultado     | Ref           |
| Ano  | Eleição                     | Cargo         | Partido                       | Partido | Coligação | Titular          | T.                | Total             | %                 | P.                | Resultado     | Ref           |
| ---- | --------------------------- | ------------- | ----------------------------- | ------- | --- | ---------------- | ----------------- | ----------------- | ----------------- | ----------------- | ------------- | ------------- |
| 2012 | Municipal de Belo Horizonte | Vereador      |                               | PSB     | BH segue em frente (PSB, PSDB, PP, PPS, PTdoB, PSL, PR, PRB, PSD, PTC, PRP, PTN, DEM, PDT, PMN, PTB, PV, PSDC, PSC) | —                | 1.º               | 6.093             | 0,48%             | 38.º              | Suplente      | [ 8 ]         |
| 2016 | Municipal de Belo Horizonte | Vereador      | BH segue em frente (PSB, PSD) | PSB     | — | 1.º              | 10.869            | 0,91%             | 1.º               | Eleito            | [ 9 ]         |               |
| 2020 | Municipal de Belo Horizonte | Vereador      |                               | DEM     | Partido Isolado | —                | 1.º               | 12.742            | 1,09%             | 5.º               | Eleito        | [ 10 ]        |
| 2024 | Municipal de Belo Horizonte | Vice-prefeito |                               | UNIÃO   | BH Sempre em Frente (PSD, UNIÃO, Solidariedade, Avante, AGIR , PRD e Fed. PSDB Cidadania)                           | Fuad Noman (PSD) | 1.º               | 336.442           | 26,54%            | 2.º               | Segundo turno | [ 11 ] [ 12 ] |
| 2024 | Municipal de Belo Horizonte | Vice-prefeito | 2.º                           | UNIÃO   | BH Sempre em Frente (PSD, UNIÃO, Solidariedade, Avante, AGIR , PRD e Fed. PSDB Cidadania)                           | Fuad Noman (PSD) | 670.574           | 53,73%            | 1.º               | Eleito            | [ 13 ] [ 14 ] |               |